# Burlington (Oklahoma)
Pour les articles homonymes, voir Burlington.
Burlington est une ville américaine située dans le comté d'Alfalfa, dans l’État d’Oklahoma, aux États-Unis. Selon le recensement de 2010, sa population s’élève à 152 habitants.
La ville a été nommée en hommage à Burlington, Iowa.

## Source
- (en) Cet article est partiellement ou en totalité issu de l’article de Wikipédia en anglais intitulé « Burlington, Oklahoma » (voir la liste des auteurs).